# ナクシュバンディー教団
ナクシュバンディー教団（ペルシア語: نقشبندی、アラビア語: نقشبندية, ラテン文字転写: Naqshbandīyah、ウズベク語: Naqshbandiya / Нақшбандия、トルコ語: Nakşibendilik、英: Naqshbandi, Naqshbandiyah）とは、イスラム神秘主義のスーフィー（スーフィズム）教団の一派である。

## 本拠
- 中央アジアのブハラ[1]。ブハラは現在、ウズベキスタンの州都。

## 歴史

### 創設
創設者は14世紀ブハラで活動したバハー・ウッディーン・ナクシュバンド（Bahā' al-Dīn Naqshband、1318-1389）。彼の名にちなんでナクシュバンディー教団と呼ばれている。
バハー・ウッディーン・ナクシュバンドは、もともとホージャ・アブド・アルハーリク・グジドゥワーニー（Abd al-Khāliq Ghijduwānī、1103-1179）が創設したホージャガーン教団に属していた。

### ホージャ
指導者アフマド・カーサーニー（マフドゥーミ・アァザム、1464-1542）の子孫の称号はホージャとよばれた。ホージャは、ティムール朝の崩壊以降、東トルキスタンのウイグル人の指導者としての役割を担い、17世紀から19世紀にかけての東トルキスタン（現在の新疆ウイグル自治区一帯）地域の政治に大きな役割を果たした。「カシュガル・ホージャ家」とも呼ばれる。

#### イスハーキーヤ（黒山党）とアーファーキーヤ（白山党）
アフマド・カーサーニーの次男のムハンマド・イスハーク・ワリー（?-1599）はサマルカンドからカシュガル、ホータン、アクス、クチャに滞在し、1599年にサマルカンドに帰還した。ムハンマド・イスハーク・ワリーの系統は、カシュガル・ホージャ家のイスハーキーヤまたはカラタグルク（黒山党）とよばれた。
他方、アフマド・カーサーニーの長男のイーシャーニ・カラーン（ムハンマド・アミーン）の系統がある。ムハンマド・アミーンの子はホージャ・ユースフ（?-1652）といい、東トルキスタンに移住した。ホージャ・ユースフの子がホージャ・アファークとして知られるダーヤット・アッラーであった。この系統は、アーファーキーヤまたはイーシャーニーヤまたはアクタグルク（白山党）と呼ばれた。
ホージャ・アファークの没後、息子のホージャ・ヤフヤーが継いだが殺害された。チャガタイ家のアクバシュ・ハーンはその他のホージャ・アファークの息子たちをインドへ送還したという。
アーファーキーヤ（白山党）はイスハーキーヤ（黒山党）との抗争に敗北し、東トルキスタンを追放され、1671年から1672年にかけて西寧（現在の青海省西寧市）に移り、そこで布教に成功し、おおくの中国ムスリム信徒（回民）を獲得した。
白山党の一派にアーファーク統がある。

## 分派
- フフィー教団
- イスマイル・アー教団